# Слюсарчук Дмитро Володимирович
Дмитро́ Володи́мирович Слюсарчу́к —  учасник російсько-української війни.

## Життєпис
З березня 2014 року бере участь у російсько-українській війні.

## Нагороди
- Орден Данила Галицького (02.12.2016) — за особистий внесок у зміцнення обороноздатності Української держави, мужність, самовідданість і високий професіоналізм, виявлені під час виконання військового обов'язку, та з нагоди Дня Збройних Сил України[1].